# ラージ・カプール
ラージ・カプール（राज कपूर 1924年12月14日 - 1988年6月2日）は、インドの俳優、プロデューサー、映画監督。現パキスタン領のペシャーワル出身。

## フィルモグラフィー
- 火 Aag（1948年）
- 雨季 Barsaat（1949年）
- 放浪者 Awaara（1951年）
- 詐欺師 Shri 420（1955年）
- ガンジスの流れる国 Jis Desh Mein Ganga Behti Hai（1960年）
- 私はピエロ Mera Naam Joker（1970年）
- ボビー Bobby（1973年）